# King & Prince First Concert Tour 2018
『King & Prince First Concert Tour 2018』（キング アンド プリンス ファースト コンサート ツアー 2018）は、夏から秋にかけて行われた日本の男性アイドルグループKing & Princeの全国アリーナツアー。
2018年8月10日の横浜アリーナよりスタートし、同年9月22日のセキスイハイムスーパーアリーナでの公演をもって幕を閉じる、5会場21公演（追加2公演含む）というツアーとなった。

## 日程
公演日時・会場
- 8月10日・8月11日・8月12日 - 横浜アリーナ
  - 第1部 17:30 - （8月10日のみ）
  - 第1部 13:00 - / 第2部 17:30 -
- 8月17日・8月18日・8月19日 - 大阪城ホール
  - 第1部 17:30 - （8月17日のみ）
  - 第1部 13:00 - / 第2部 17:30 -
- 8月23日・8月24日・8月25日 - 日本ガイシスポーツプラザ ガイシホール
  - 第1部 17:30 - （8月23日のみ）
  - 第1部 13:00 - / 第2部 17:30 -
- 8月29日・8月30日 - マリンメッセ福岡
  - 第1部 17:30 - （8月29日のみ）
  - 第1部 13:00 - / 第2部 17:30 -
- 9月21日・9月22日 - セキスイハイムスーパーアリーナ
  - 第1部 17:30 - （9月21日のみ）
  - 第1部 13:00 - / 第2部 17:30 -

## 映像作品『King & Prince First Concert Tour 2018』
『King & Prince First Concert Tour 2018』（キングアンドプリンスファーストコンサートツアー2018）は、King & Princeの1枚目のライブビデオ。2018年12月12日にJohnnys’Universe / ユニバーサルミュージックから発売された。

## 概要
2018年8月から9月まで行われたグループ初の全国ツアー「King & Prince First Concert Tour」から、8月19日開催の大阪城ホール公演（夜公演）を収録した自身初のライブDVD&Blu-ray。
特典映像として、初回限定盤には公演1日目の8月10日開催・横浜アリーナ公演ダイジェスト映像、通常盤には2ndシングル「Memorial」の初披露映像などを収録。
DVD・Blu-rayそれぞれに初回限定盤、通常盤が存在するため、計4種類で発売。ジャケットは初回限定盤、通常盤の2種類。

## 特典・仕様
初回限定盤
- スペシャルパッケージ仕様（トールサイズデジパック・32Pフォトブックレット・三方背ケース）

通常盤
- トールパッケージ（8Pフォトブックレット）

## チャート成績
DVDが初週売上11.1万枚、Blu-rayが12.2万枚を記録。1st映像作品の初週売上10万枚超えは史上初であり、さらにDVDとBlu-rayを合計した初週売上20万枚超えも史上初となった。
「オリコン年間ランキング 2019」のミュージックBlu-ray部門では17.0万枚で2位にランクイン、ミュージックDVD部門では18.0万枚で3位にランクインした。

## 収録内容

### 本編映像
Disc 1
1. シンデレラガール
2. YOU, WANTED!
3. Funk it up
4. We are King & Prince!
5. サマー・ステーション
6. Ho!サマー（タッキー&翼）
7. SUMMER NUDE'13（山下智久）
8. Sexy Summerに雪が降る（Sexy Zone）
9. MIXTURE
10. 勝つんだWIN!
11. Keep the faith（KAT-TUN）
12. 君が思い出す僕は 君を愛しているだろうか（V6）- 平野紫耀・永瀬廉・神宮寺勇太
13. やっちゃった!!（舞祭組）- 岸優太・岩橋玄樹・髙橋海人
14. 夜空ノムコウ（SMAP）- Mr.KING
15. OH!サマーKING - Mr.KING
16. THE DREAM BOYS - Mr.KING
17. You are my Princess - Prince
18. ゴールデンアワー
19. SHAKE（SMAP）
20. weeeek（NEWS）
21. Hello!!!ハルイロ
22. シンデレラガール
23. Misbehave
24. 秋空
25. Glass Flower
26. 愛のすべて
27. Alright - Mr.KING
28. 描いた未来 〜たどり着くまで〜 - Prince
29. Prince Princess - Prince
30. Wake me up
31. Bounce To Night
32. BANGIN!!
33. シンデレラガール
34. King & Prince, Queen & Princess
35. High On Love!
36. Oh My Girl
37. シンデレラガール

### 特典映像

#### 初回限定盤
Disc 2
1. The Road To First Concert Document
2. DAY1 LIVEダイジェスト@横浜アリーナ2018.8.10

#### 通常盤
※DVDではDisc 2、Blu-rayではDisc 1に収録。
1. 「Memorial」LIVE初披露映像＆ツアー終了直後のメンバーソロコメント